# K-League Classic de 2017
A K-League Classic de 2017 foi a 35º edição da principal divisão de futebol na Coreia do Sul, a K-League. A liga começou em março e tem término para novembro de 2017.
A liga é composta por 12 clubes. Teve o FC Seoul como o defensor do título, e o Jeonbuk Hyundai Motors como campeão.

## Promoção e rebaixamento
Times rebaixados para K League Challenge 2017
- Suwon FC
- Seongnam FC

Times que subiram da 2016 K League Challenge
- Daegu FC
- Gangwon FC